# Patinage de vitesse sur piste courte aux Jeux olympiques de la jeunesse d'hiver de 2020
Navigation
2016 2024
Les cinq épreuves de patinage de vitesse sur piste courte aux Jeux olympiques de la jeunesse d'hiver de 2020 ont lieu du 18 au 22 janvier 2020 à la patinoire de Malley de Prilly en Suisse.

## Résultats

### Hommes
| Épreuves     | Or            | Or             | Argent        | Argent         | Bronze       | Bronze         |
| ------------ | ------------- | -------------- | ------------- | -------------- | ------------ | -------------- |
| 500 mètres   | Lee Jeong-min | 40 s 772       | Jang Sung-woo | 41 s 000       | Zhang Tianyi | 48 s 570       |
| 1 000 mètres | Jang Sung-woo | 1 min 33 s 531 | Lee Jeong-min | 1 min 33 s 646 | Li Kongchao  | 1 min 33 s 851 |

### Femmes
| Épreuves     | Or          | Or             | Argent             | Argent         | Bronze            | Bronze         |
| ------------ | ----------- | -------------- | ------------------ | -------------- | ----------------- | -------------- |
| 500 mètres   | Seo Whi-min | 43 s 483       | Michelle Velzeboer | 45 s 235       | Florence Brunelle | 45 s 314       |
| 1 000 mètres | Seo Whi-min | 1 min 29 s 439 | Kim Chan-seo       | 1 min 29 s 538 | Florence Brunelle | 1 min 30 s 024 |

### Mixte
| Épreuves     | Or                                                                | Or             | Argent                                                          | Argent         | Bronze                                                           | Bronze         |
| ------------ | ----------------------------------------------------------------- | -------------- | --------------------------------------------------------------- | -------------- | ---------------------------------------------------------------- | -------------- |
| Relais mixte | Équipe B Kim Chan-seo Diede van Oorschot Shogo Miyata Jonathan So | 4 min 12 s 378 | Équipe G Iuliia Beresneva Chang Hui Jang Sung-woo Gabriel Volet | 4 min 12 s 972 | Équipe A Olivia Weedon Seo Whi-min Thomas Nadalini Ethan De Rose | 4 min 16 s 115 |

## Tableau des médailles
| Rang  | Nation       | Or | Argent | Bronze | Total |
| ----- | ------------ | -- | ------ | ------ | ----- |
| 1     | Corée du Sud | 4  | 3      | 0      | 7     |
| 2     | Pays-Bas     | 0  | 1      | 0      | 1     |
| 3     | Canada       | 0  | 0      | 2      | 2     |
| 3     | Chine        | 0  | 0      | 2      | 2     |
| Total | Total        | 4  | 4      | 4      | 12    |